# Notarcha obrinusalis
Notarcha obrinusalis là một loài bướm đêm trong họ Crambidae.